# Kulturåret 1793

## Händelser
- 1 november – Carl Magnus Envallsson pjäs Svartsjuke Neapolitanaren har urpremiär på Arsenalen i Stockholm [1].

- okänt datum – Dramaten flyttar från Stora Bollhuset till Makalös palats. Dramatens elevskola organiseras av Anne Marie Milan Desguillons och hennes man.
- okänt datum – Charlotte Elisabet Arfwedson väljs in som ledamot av Konstakademien

## Nya verk
- Filosofin i sängkammaren av markis de Sade.
- Menniskans anlete av Frans Mikael Franzén.
- Äktenskapet mellan himmel och helvete av William Blake, ett av hans mest kända verk

## Födda
- 27 februari – Elisabet Frösslind (död 1861), svensk operasångare
- 13 april – Rinaldo Rinaldi (död 1873), italiensk skulptör.
- 14 oktober – Erik Johan Stagnelius (död 1823), svensk författare
- 28 november – Carl Jonas Love Almqvist (död 1866), svensk författare och tonsättare.
- 2 september – Caroline Ridderstolpe (död 1878), svensk tonsättare.

## Avlidna
- 4 januari – Bengt Lidner (född 1757), svensk skald.
- 6 februari – Carlo Goldoni (född 1707), venetiansk pjäsförfattare.
- 17 mars – Leopold Hofmann (född 1738), österrikisk tonsättare.
- 3 maj – Martin Gerbert (född 1720), tysk musiksskriftställare.
- 7 maj – Pietro Nardini (född 1722), italiensk violinist och tonsättare.
- 15 maj – Peter Adolf Hall (född 1739), svensk-fransk miniatyrmålare.
- 10 september – Marc-Antoine-Madeleine Désaugiers (född 1742), fransk vis- och teaterförfattare.
- 21 oktober – Johann Hartmann (född 1726), tysk-dansk musiker och tonsättare.
- 3 november – Olympe de Gouges (född 1746), fransk författare.